# Stolnica Marijinega vnebovzetja, Hildesheim
Hildesheimska stolnica (nemško: Hildesheimer Dom), uradno stolnica Marijinega vnebovzetja (nemško: Hohe Domkirche St. Mariä Himmelfahrt) ali preprosto stolnica svete Marije (nemško: Mariendom), je srednjeveška rimskokatoliška stolnica v središču mesta Hildesheim, Nemčija, ki je na seznamu svetovne kulturne dediščine Unesca od leta 1985, skupaj z bližnjo  cerkvijo sv. Mihaela.
Cerkev je bila zgrajena med letoma 1010 in 1020 v romanskem slogu. Sledi simetričnemu tlorisu z dvema apsidama, ki je značilen za otonsko romansko arhitekturo v stari Saški. V zakladnici stolnice so svetovno znana umetniška dela, bronasta dela iz časa škofa Bernwarda, Bernwardova vrata in Bernwardov steber, pa tudi dva od štirih pomembnih romanskih kolesnih lestencev: Hezilov lestenec in Azelinov lestenec.
Po obnovi in razširitvi v 11., 12. in 14. stoletju je bila stolnica popolnoma uničena med zračnim napadom 22. marca 1945 in obnovljena od leta 1950 do 1960. Leta 2010 se je začela temeljita prenova, vključno s tehničnimi in zaščitnimi ukrepi. Nekateri zakladi so bili razstavljeni še naprej, tudi na razstavi v newyorškem Metropolitanskem muzeju umetnosti. Stolnica je bila ponovno odprta 15. avgusta 2014.

## Zgodovina

### Zgradba
Po ustanovitvi Hildesheimske škofije leta 815, ki jo je ustanovil Ludvik Pobožni , je bila na mestu današnje apside zgrajena kapela svete Marije . Škof Gunthar iz Hildesheima, ki je bil v službi od 815 do 834, je imel južno od kapelice majhno baziliko z dvema okroglima stolpoma, ki jo je posvetil sveti Ceciliji. Služila je kot prva stolnica in cerkev štifta. Tam so bili pokopani prvi štirje škofi. Ostali so le sledovi temeljev teh dveh objektov. Starejša Hildesheimska župnijska cerkev je verjetno nekoč stala na mestu kapele svetega Štefana zraven dvorišča na vzhodnem vhodu v kapelo svete Hellweg, ki datira v čas Hildegrima Châlonskega in njegovo odpravo v vzhodno Saško. 
Stolnica je bila zgrajena leta 872 pod škofom Altfridom v obliki latinskega križa in kot triladijska bazilika z dvonadstropnim westwerkom. Je primer otonske arhitekture, z izmenično podporo stebrov in polkrožnimi apsidami, ki dopolnjujejo ladje . Stavba je utrpela hudo škodo po požaru leta 1046. Škof Azelin je nameraval na zahodu postaviti novo, večjo stavbo in razširiti ladjo. Njegov naslednik, Hezilo Hildesheimski je opustil ta načrt in namesto tega zgradil na starih temeljih ter preživelih zidovih novo stavbo. Nadaljnje pomembne obnove so se zgodile do konca 14. stoletja, vendar niso odstopale od tlorisa bazilike škofa Altfrida. Severni Paradiž, severna in južna kapela izvirajo iz gotskega obdobja, stolp nad križanjem iz obdobja baroka. V devetnajstem stoletju je bil prvotni westwerk zamenjan z neoromansko fasado z dvema stolpoma, ki je stal do leta 1945. 

### Šola in knjižnica
Šola Hildesheimske stolnice (Hildesheimer Domschule), ki je imela prostore v križnem hodniku, je bila ena najpomembnejših izobraževalnih ustanov otonskega in salijskega obdobja. Knjižnica je od leta 815 služila kot stolnična knjižnica (nemško Dombibliothek Hildesheim) je najstarejša knjižnica v severni Nemčiji. 
- Temelji rve stolnice pod kripto iz leta 815
- Križanje in severne kapele
- Križni hodnik, zgrajem med 1060 in 1070
- Križni hodnik z Anino kapelo, okoli 1845
- Hezilov lestenec v križanju, 2009

### Uničenje v drugi svetovni vojni
Med letalskim bombardiranjem Hildesheima s strani RAF in RCAF v drugi svetovni vojni je bila glavna stavba skoraj popolnoma uničena; preživeli so le zahodni in zunanji zidovi. Od pomožnih stavb je bila večinoma nepoškodovana gotska Anina kapela (Annenkapelle), postavljena leta 1321 sredi dvorišča. To je bila edina stolnica v Nemčiji, ki je bila po svoji obnovi na novo posvečena, 27. marca 1960 jo je posvetil škof Heinrich Maria Janssen
Stavba je bila obnovljena med letoma 1950 in 1960 v poenostavljeni obliki. Baročni elementi so bili zapuščeni v prid obliki iz zgodnje romanskega sloga. Najvidnejši del tega na zunanjosti je, da zgornje etaže in stranski stolpi, ki so bili dodani westwerku leta 1840, niso bili obnovljeni in je bil westwerk rekonstruiran bližje svojemu prvotnemu stanju na podlagi modela Mindenske stolnice. Poleg tega se je vhod pred westwerkom zmanjšal za približno polovico. Sicer se je zunanjost pojavila taka kot pred uničenjem - zlasti je bil obnovljen baročni stolp nad križanjem. 
Obnova je potekala pod strogimi omejitvami. Zaradi pomanjkanja ploščic iz peščenjaka so tla izvedli v marmorju. Strehe ladje, transepta in križnega hodnika so bile odlite v betonu in na notranji strani prekrite z lesenimi ploščami, da dajejo videz stropnih nosilcev. Notranji zidovi in zidovi ladje so bili prenovljeni v opeki in apnencu, skrito pogledom s obdelanim kamnom na zunanji strani in v notranjosti z gladkim ometom. Pritličje je bilo dvignjeno za 60 cm, kar je imelo za posledico, da so prostori dobili čepast izgled, zlasti v transeptih. Stebri ladje so bili uliti v betonu, pilastri pa so bili prekriti s peščenjakom.
Posvetitev ni bila opravljena do leta 1960 zaradi različnih težav, predvsem »sporom o gradnji stolnice«, razprave med škofijo Hildesheim in deželo Spodnja Saška o stroških obnove in zlasti o tem ali je Spodnja Saška eden od zakonitih naslednikov Svobodne države Prusije, ki se je leta 1803 (ko je bila še vedno del kraljevine Prusije) zavezala, da bo krila stroškov gradnje stolnice med nemško mediatizacijo. Stranke so leta 1957 dosegle dogovor.

### Obnova 2010–2014
Po mnogih letih načrtovanja se je temeljita prenova stolnice začela januarja 2010, prva od leta 1960. Skupaj s tehničnimi in zaščitnimi ukrepi so bile spremenjene tudi zasnove. Tla so bila spuščena na prvotno raven, Hezilov in Azelinov lestenec sta bila obnovljeni na svojih mestih v ladji in visokem koru, Bernwardova vrata so bila spet postavljena obrnjena navzven kot je bilo prvotno predvideno. Poleg tega je nastala škofovska kripta. 
10. januarja 2010 je bila stolnica zaprta za začetek del. V času obnove je kot škofovska cerkev (cathedra) služila bazilika sv. Gotarda, kot je bila v povojnih letih. Prenova stolnice je bila največji cerkveni gradbeni projekt v Nemčiji. Svečano odprtje je bilo 15. avgusta 2014, kar je sovpadlo z začetkom praznovanja 1200-letnice škofije.

### Tisočletna vrtnica
Zgradba stolnice je znana po »tisočletni vrtnici« (Tausendjähriger Rosenstock), ki raste na zunanji steni apside na dvorišču križnega hodnika. Točna starost vrtnice ni natančno znana, vendar legenda o rožnem grmu trdi, da sega v leto 815. Je pomemben simbol Hildesheima - po pregovoru, dokler grm cveti, bo Hildesheim uspeval. 
V skladu z zgodbo je cesar Ludvik Pobožni moral opraviti mašo, medtem ko je lovil sredi gozda. V ta namen je relikviarij svete Marije, ki ga je imel s seboj, obesil na vejo divje vrtnice. Po maši relikviarija ni bilo mogoče odstraniti iz veje. Cesar je menil, da je to znak, da je treba tu ustanoviti novo škofijo (ne v Elzu, kot je načrtoval) in jo posvetiti sveti Mariji, katere simbol je vrtnica.
Obstoj rožnega grma je potrjen vsaj štiristo let. Letalsko bombardiranje 22. marca 1945, ki je poškodovalo stolnico in apsido, je uničilo tudi glavno rast grma nad tlemi; pod ruševinami je ostal samo oguljen štor. Mislili so, da je prišel konec znane vrtnice, vendar so bile korenine večinoma nedotaknjene, spomladi leta 1945 pa je zrastlo 25 novih poganjkov. Prvi redki cvetovi so cveteli leta 1947, leta 1948 pa je bilo 122 cvetov. Od takrat so nove veje "Tisočletne vrtnice" (kot je bila znano pred bombardiranjem) označene z majhnimi kovinskimi znaki z letnico, v kateri so se prvič pojavili. Verjame se, da je najstarejša živa vrtnica na svetu. 

## Arheološke najdbe
V izkopavanjih v obdobju 2010–2014 so bile najdene cerkve iz 9. stoletja. Prva stavba je bila majhna cerkev velikosti 6 x 6 m z apsido na vzhodu. V apsidi so našli ostanke prvega oltarja. Temelji prve stavbe so iz peščenjaka in so izjemno debeli. 
Na zahodu in jugu so našli še starejše pokopališče. Odkritih je bilo dvajset grobov, med katerimi je bila avgusta 2012 okostje mlade ženske, ki je umrla okoli leta 800, s steklenimi kroglicami (ostanki ogrlice) in malim nožem kot grobnim pridatkom. To je najstarejša popolna grobnica, ki je bila najdena v stolnici v Hildesheimu. 

## Notranji okras, umetnost in zakladi
V stolnici so številna umetniška dela. Med njimi so svetovno znana vrata iz litega brona, ki prikazujejo prizore iz evangelijev in knjige o Genezi; in steber iz litega brona, ki prikazuje prizore iz Kristusovega življenja. Te bronaste umetnine izvirajo iz zgodnjega 11. stoletja in jih je naročil škof Bernward iz Hildesheima. (Steber je bil prvotno v svetem Mihaelu, kjer je bil pokopan Bernward in so ga med obnovo stolnice preselili). 
Obstajajo tudi štirje pomembni romanski kolesni lestenci, imenovani tudi corona ali krožni lestenci, večji Hezilov (Heziloleuchter) in starejši Azelininov (Azelinleuchter). Ringelheimovo razpelo je bilo izdelano okoli leta 1000 iz lipe za telo in hrasta za roke .
Drugi zakladi so:
- Svetišče svetega Epifanija iz Pavie in patrona stolnice nad kapelo na severovzhodu, v prvi polovici 12. stoletja
- svetišče svetega Gotarda v kripti iz okoli leta 1140
- Hildesheimski relikviarij svete Marije, Bernwardovo Križanje in drugi veličastni relikviariji in liturgični pribor, prikazani v stolničnem muzeju v južnem transeptu
- Lektorat (bralni pult) v obliki orla, okoli leta 1220, v liturgični uporabi do nedavnega obnavljanja
- poznoromanski bronasti krstilnik (Bronzetaufe), 1225.
- Gotska Marija s črnilnikom (Tintenfassmadonna), okoli 1430
- Osrednja tabla Wrisbergovega epitafa (v južnem transeptu do nedavnih prenov)
- V apsidi stoji križ, od katerem legenda pravi, da je bil izdelana iz jedra Irminsula (sakralni objekt podoben stebru, ki je igral pomembno vlogo v germanskem poganstvu Saških ljudi)
- Grobnica duhovnika Bruna na južni zunanji steni kora
- Bernwardov spomenik Carla Ferdinanda Hartzerja iz leta 1893 stoji pred severnim vhodom v Paradiž
- Hildesheimska korna pregrada (Hildesheimer Domlettner) v stolničnem muzeju.

V času obnove 2010–2014 so bili številni verski predmeti iz stolnice razstavljeni v Metropolitanskem muzeju umetnosti v New Yorku, do 5. januarja 2014.
- Bernwardov steber
- Bronast krstilnik
- Relikviarij sv. Epifanija
- Kip škofa Gotarda
- Bernwardova vrata

## Orgle
Zgodovina orgel v Hildesheimski stolnici sega v 14. stoletje. Leta 1378 so bile v severni ladji nad kapelo Treh kraljev, orgle. Ta instrument se je v 15. stoletju preselil v kor svetega Gotarda in  na koncu leta 1713 prodane.
Prve velike orgle je zgradil Conrad Abtt (Minden) okoli 1616/17. Imele so 31 registrov na dveh manualih in pedale. V 17. in 18. stoletju so bile obnovljene in razširjene. Leta 1909 so Furtwängler & Hammer (Hannover) zgradili nove orgle s 54 registri (trije manuali in pedali)po vzoru iz leta 1617. 22. marca 1945 so bile med zračnim napadom uničene.
Leta 1960 je Franz Breil (Dorsten) zgradil nove orgle z 52 registri na štirih priročnikih in pedale. Leta 1989 so bile delno obnovljene in razširjene na 66 registrov.
Leta 2014 je Orgelbau Romanus Seifert & Sohn (Kevelaer) zgradil nove orgle s 77 registri na štirih priročnikih in pedali, ponovno uporabil cevi in 56 registrov od prejšnjega instrumenta.

## Svetovna dediščina
Hildesheimska stolnica je bila leta 1985 vpisana na seznam Unescove svetovne dediščine. 

## Ponovno odprtje
15. avgusta 2014 je bila stolnica ponovno obnovljena. Škof Norbert Trelle je odprl Bernwardova vrata in vstopil vanjo, sledilo mu je še 30 drugih škofov in gostov, med njimi protestantski škof Christoph Meyns, Robert Zollitsch, Stephan Weil in Christian Wulff. Trelle je v svoji pridihi rekel: "Die Kirche muss auf die Zukunft hin leben, tako wie sie aus der Vergangenheit heraus lebt." (Cerkev mora živeti v smeri prihodnosti, saj živi od preteklosti). V zvezi s situacijo v Siriji je dodal: "Während wir hier einen Dom wiedereröffnen, brennen dort die Kirchen." (Medtem, ko tukaj ponovno odpiramo stolnico, tam gorijo cerkve). Stolnica je bila obnovljena v videzu bližjem prvotni zgradbi iz srednjega veka. Nov oltar je ustvaril Ulrich Rückriem. 